# Visfestivalen i Lund
Visfestivalen i Lund är en visfestival som arrangerats i Lund varje sommar sedan 2003. Festivalen har omväxlande arrangerats på Stadsparkscaféet och Kulturen.